# Курганівська вулиця
Курга́нівська ву́лиця — вулиця в Печерському районі м. Києва, місцевість Звіринець. Пролягає від Верхньої вулиці до Бастіонної вулиці.
До Курганівської вулиці прилучаються бульвар Миколи Міхновського і Курганівський провулок.

## Історія та забудова
Курганівська вулиця виникла наприкінці XIX століття. З 1904 року згадується під сучасною назвою, яка, ймовірно, свідчить про наявність у цій місцевості древніх поховальних курганів.
У 1918 році вулиця, забудована приватними садибами, значно постраждала від вибуху артилерійських складів на Звіринці. Сучасна забудова вулиці складається всього з декількох будівель: теплової насосної станції «Курганівська» (буд. № 4) та житлового дев'ятиповерхового будинку 87-ї серії (початок 1980-х років; буд. № 3).

## Видатні особи, пов'язані з Курганівською вулицею
У будинку № 3 по Курганівській вулиці знаходяться майстерні сучасних відомих художників Марфи Тимченко, Олексія Кулакова, а також проживає інша сучасна художниця Віра Баринова-Кулеба.